# Coenosia transversalis
Coenosia transversalis este o specie de muște din genul Coenosia, familia Muscidae. A fost descrisă pentru prima dată de Fritz Isidore van Emden în anul 1940. Conform Catalogue of Life specia Coenosia transversalis nu are subspecii cunoscute.